# 米克林足球會
米克林足球會（芬蘭語：Mikkelin Palloilijat），通称MP米克林，是一支位於芬蘭米凱利的職業足球會，成立於1929年。
1998年，MP米克林與Mikkelin Kissat合併組成FC Mikkeli，由於財政困難球隊在2001年解散，兩家球會重新各自管理。MP米克林在2004年至2006年參加於芬蘭甲組聯賽，但在賽季末降級至芬兰足球乙级联赛。2009年球會贏得31乙組聯賽冠軍，從而晉級甲組聯賽，但在2010年立即降級回乙組聯賽。

## 球隊榮譽
- 芬蘭超級足球聯賽：

 亞軍 (3)：1970, 1972, 1991

## 外部鏈接
- 官方网站  （文）